# A160 (Russland)
Die A160 ist eine Fernstraße in Südrussland. Sie führt seit Anfang 2018 von Maikop nach Korenowsk.

## Verlauf
- Maikop
- Bschedugchabl
- Adygeisk
- Ust-Labinsk
- Korenowsk (Straße M4)